# 피커보 스트리트
피커보 스트리트(영어: Picabo Street, 1971년 4월 3일~)는 미국의 알파인 스키 선수이다. 1998년 동계 올림픽 슈퍼대회전 금메달과 1994년 동계 올림픽 활강 은메달을 획득했으며, 세계 선수권 대회에서 금메달 1개, 은메달 1개, 동메달 1개를 획득했다.